# Rotterdams Dagblad
Het Rotterdams Dagblad is een dagblad dat verschijnt in Rotterdam en omgeving als kopblad van het Algemeen Dagblad.
Van 1991 tot 2005 werd het in Rotterdam uitgegeven als zelfstandig avondblad.
Het Rotterdams Dagblad verscheen op 2 april 1991 als opvolger van Het Vrije Volk en het Rotterdams Nieuwsblad, die al vanaf 1984 - commercieel - samenwerkten. Op 5 mei 1994 nam de Nederlandse Dagblad Unie, een dochter van Reed Elsevier, de lokale krant volledig over. De uitgever bereikte daarover overeenstemming met Sijthoff Pers, dat tot dan toe nog 50 procent van de krant in handen had. Het Rotterdams Dagblad had toen een oplage van ongeveer 117.400 exemplaren. In 2005 ging het samen met andere regionale kranten op in het Algemeen Dagblad. Sindsdien verschijnt het als kopblad van het AD, tot 2020 in de avond en sindsdien als ochtendkrant.

## Trivia
Het Rotterdams Dagblad bezat de domeinnaam rd.nl. In januari 2012 verkreeg het Reformatorisch Dagblad de door deze krant lang gewenste domeinnaam.
De Havenloods · De Oud-Rotterdammer · Het Vrije Volk · Maasstad · Postiljon · Rotterdams Dagblad · Rotterdams Nieuwsblad